# استئصال ميداني نبضي
استئصال ميداني نبضي (بالإنجليزية: Pulsed field ablation) هو طريقة غير حرارية (لا تستخدم حرارة عالية أو برودة شديدة) لإستئصال الأنسجة أو إيقاف وظيفتها الحيوية، وذلك من خلال استخدام حقول كهربائية نابضة عالية السعة (تستمر لعدة ميكروثواني) لإحداث تثقيب كهربائي غير قابل للعكس في الأنسجة. تُستخدم هذه التقنية بشكل واسع لعلاج الأورام (السرطان) أو اضطرابات نظم القلب.

## خلفية
غالبًا ما ينتج الرجفان الأذيني عن نوبات من تسارع ضربات القلب تنشأ في حزم العضلات الممتدة من الأذين إلى الأوردة الرئوية . استخدمت تقنية الاستئصال بالقسطرة لعزل الأوردة الرئوية طرقًا حرارية (الاستئصال بالترددات الراديوية أو الاستئصال بالتبريد في حالات أقل شيوعاً) لتدمير خلايا الأوردة الرئوية. وكما هو الحال مع الطرق الحرارية للاستئصال، يعتمد الاستئصال بالحقل النبضي إدخال أنبوب رفيع ومرن (قسطرة) في وعاء دموي في منطقة الفخذ ويتم تمريره إلى القلب لاستئصال المناطق في الأوردة الرئوية التي تُنتج إشارات كهربائية سريعة بشكل مفرط.

## المزايا
أحد الأسباب الرئيسية لعودة الرجفان الأذيني بعد الاستئصال هو الاعتقاد بحدوث إعادة اتصال كهربائي بين الأوردة الرئوية، وهو أمر لم يُلاحظ في تقنية الاستئصال الميداني النبضي. في إحدى الدراسات، بلغت نسبة تكرار الرجفان الأذيني في مجموعة الاستئصال الحراري 39% مقارنة بـ11% في مجموعة الاستئصال الميداني النبضي. فيمكن لهذه التقنية تحقيق عزل الأوردة الرئوية بشكل أسرع من طرق الاستئصال الأخرى. وبالمقارنة مع الاستئصال بالترددات الراديوية، فإن الاستئصال الميداني النبضي ينتج آفات أكثر تجانسًا وانتظامًا.

## الأمان
عادةً ما يحدث موت الخلايا بعد الاستئصال بالمجال النبضي نتيجة للموت الخلوي المبرمج، وهو شكل أقل ضررًا والتهاباً من أشكال موت الخلايا مقارنة بالنخر. وعلى عكس طرق الاستئصال الحرارية، تستهدف تقنية الاستئصال بالمجال النبضي خلايا عضلة القلب بشكل دقيق دون أن تُلحق ضرراً بالأنسجة المحيطة. أما الطرق الحرارية، فقد تؤدي إلى تلف المريء أو العصب الحجابي أو الأوعية التاجية بنسبة تصل إلى 5%. أظهرت إحدى الدراسات أن معدل المضاعفات العامة لتقنية الاستئصال بالمجال النبضي بلغت 0.7% فقط، دون تسجيل أي إصابة في العصب الحجابي أو المريء أو الأوردة الرئوية.

## التحديات
نظراً لكون الاستئصال بالمجال النبضي تقنية حديثة نسبياً، فلا يزال هناك نقص في توحيد المعايير المتعلقة بكيفية تطبيقها. يمكن أن يُساهم تحسين توحيد هذه المعايير في تقليل حالات تشنج الوعاء التاجي ونزيف الشريان الرئوي، والتي قد تحدث في بعض الحالات. كما أن ارتفاع تكلفة المعدات ونقص التدريب المتخصص يُعدّان من العوامل التي حدّت من انتشار هذه التقنية على نطاق واسع، مما يجعلها غير متاحة للعديد من المرضى.
أظهرت مقارنات حديثة في عام 2024 بين تقنية الاستئصال بالمجال النبضي والطرق الحرارية انخفاضاً في مدة الإجراء الجراحي، ولكن دون تفوق واضح من حيث السلامة والفعالية في تقليل الرجفان الأذيني. وعند استخدام التقنية في مناطق أخرى غير الأوردة الرئوية، تم تسجيل بعض الإصابات والمضاعفات.